# Przypowieść o talentach

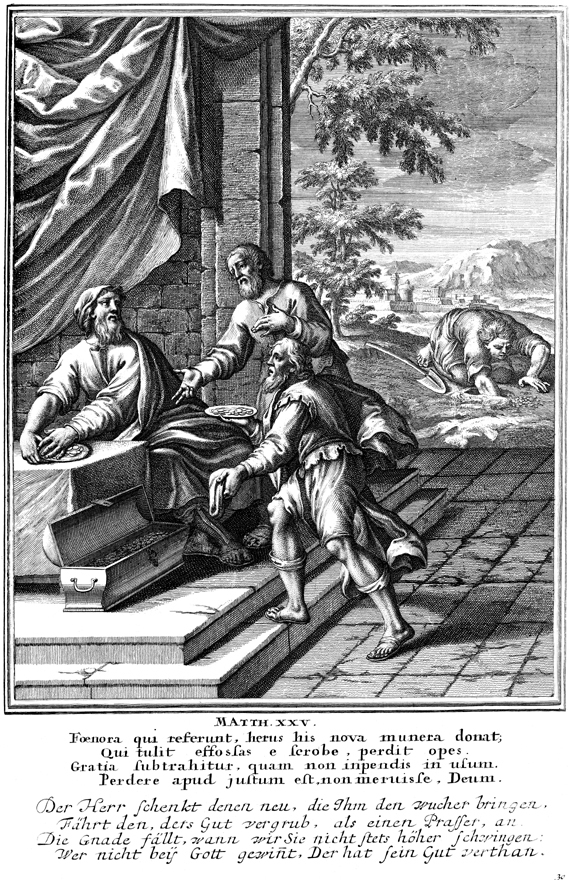
Przypowieść o talentach na drzeworycie z 1712 r. Leniwy sługa szuka zakopanego talentu, a pozostali dwaj przynoszą swe zarobki panu

Przypowieść o talentach, Przypowieść o minach – jedna z najbardziej znanych przypowieści Jezusa. Pojawia się w Mt 25,14-30 i Łk 19,12-27. Różnice pomiędzy wersjami w tych dwóch Ewangeliach są na tyle znaczne, iż jest prawdopodobne, że nie pochodzą z tego samego źródła.

## Przypowieść o talentach
Przypowieść z Ewangelii Mateusza opowiada o panu, który wyrusza w podróż i zostawia swą własność sługom. Jeden otrzymuje 5 talentów, drugi 2, a trzeci jeden talent, według ich zdolności.
Po powrocie, pan pyta sługi o ich zarząd nad powierzoną własnością. Pierwsi dwaj podwoili stan posiadania i otrzymali odpowiednią nagrodę:

Dobrze, sługo dobry i wierny! Byłeś wierny w rzeczach niewielu, nad wieloma cię postawię: wejdź do radości twego pana!

{{Cytat}} Linki zewnętrzne: "źródło".
Trzeci człowiek zmarnował swój talent i otrzymał karę:

Przyszedł i ten, który otrzymał jeden talent, i rzekł: "Panie, wiedziałem, żeś jest człowiek twardy: chcesz żąć tam, gdzie nie posiałeś, i zbierać tam, gdzieś nie rozsypał. Bojąc się więc, poszedłem i ukryłem twój talent w ziemi. Oto masz swoją własność!"

Odrzekł mu pan jego: "Sługo zły i gnuśny! Wiedziałeś, że chcę żąć tam, gdzie nie posiałem, i zbierać tam, gdziem nie rozsypał. Powinieneś więc był oddać moje pieniądze bankierom, a ja po powrocie byłbym z zyskiem odebrał swoją własność. Dlatego odbierzcie mu ten talent, a dajcie temu, który ma dziesięć talentów. Każdemu bowiem, kto ma, będzie dodane, tak że nadmiar mieć będzie. Temu zaś, kto nie ma, zabiorą nawet to, co ma. A sługę nieużytecznego wyrzućcie na zewnątrz – w ciemności! Tam będzie płacz i zgrzytanie zębów".

{{Cytat}} Linki zewnętrzne: "źródło".
Kontekstem przypowieści jest mowa dotycząca paruzji Chrystusa, a kara spotykająca trzeciego sługę jest utożsamiona z sądem ostatecznym. Przypowieść interpretowano w historii na różne sposoby. Martin Dibelius utożsamiał trzeciego sługę z ludem żydowskim, któremu powierzono liczne dary, które jednak nie wydały właściwych owoców. Charles Harold Dodd widział w nim faryzeuszy, którzy szukali osobistego bezpieczeństwa w restrykcyjnym wypełnianiu prawa, jednak ich religia uległa skoncentrowanemu na sobie zawężeniu, przez co stała się bezowocna. Joachim Jeremias natomiast za sługi uważał uczonych w Piśmie, a za powierzony im skarb Słowo Boże. Postawę trzeciego sługi utożsamia z opisaną w wersecie Łk 11,52, gdzie uczonym w Piśmie Jezus zarzuca, że z powierzonego im klucza poznania nie korzystają ani oni sami, ani nie otwierają drogi do zbawienia innym.

## Przypowieść o minach
Istnieją pewne różnice między przypowieścią o talentach (Ewangelia Mateusza) a przypowieścią o minach (Ewangelia Łukasza).
W przypowieści o minach:
- Pan udał się po uzyskanie godności królewskiej.
- W opowiadaniu występuje 10 sług, każdy z nich otrzymuje 1 minę.
- Słudzy przejawiali wrogość wobec pana: "Wysłali za nim poselstwo z oświadczeniem: Nie chcemy, żeby ten królował nad nami".
- Na końcu przypowieści o minach pan wydaje srogie polecenie: "Tych zaś przeciwników moich, którzy nie chcieli, żebym panował nad nimi, przyprowadźcie tu i pościnajcie w moich oczach".

Zdaniem Joachima Jeremiasa wersja znajdująca się w Ewangelii Łukasza powstała w wyniku połączenia pierwotnie niezależnych przypowieści o powierzonych pieniądzach i o pretendencie do tronu. Łukasz odnosi ją do odwlekania się paruzji (por. Łk 19,11), co rozumie, jako danie czasu uczniom na wykazanie się. Eric Franklin rozumie przypowieść jako odnoszącą się do radykalizmu oczekiwań Jezusa związanych z przychodzeniem Królestwa Bożego. Trzeci sługa nie wywiązuje się z zobowiązań wobec swego pana, choć zna jego charakter. Powstrzymują go od tego strach i chęć zabezpieczenia samego siebie. Chociaż radykalny charakter oczekiwań władcy (Łk 19,21) mógłby go usprawiedliwiać, ponosi jednak konsekwencje. Tym bardziej odpowiedzialność poniosą ci, którzy nie wywiązują się z zobowiązań wobec tego, którego należy raczej miłować niż obawiać się, i który udziela skarbu niebędącego niegodziwą mamoną, a życiem Królestwa.

## Wersja przypowieści zawarta w Ewangelii Nazarejczyków
Inną wersją przypowieści o talentach zawiera apokryficzna Ewangelia Nazarejczyków. Zgodnie z nią pierwszy sługa wielokrotnie pomnożył powierzone pieniądze, za co otrzymał pochwałę, drugi ukrył je, za co został jedynie zganiony, trzeci natomiast roztrwonił je z prostytutkami i flecistkami, za co został wtrącony do więzienia. Zdaniem Joachima Jeremiasa ta wersja przypowieści, w której niewierność utożsamiono z hulaszczym trybem życia, stanowi wyraz moralizatorskiego uproszczenia przesłania przypowieści dokonanego w Kościele judeochrześcijańskim.

## Talenty i miny
Talent był powszechnie stosowaną miarą za czasów Jezusa, był równy 60 minom.